# Lyonothamnus
Lyonothamnus là một chi đơn loài của các loài cây thuộc họ Hoa hồng chứa loài duy nhất còn sống Lyonothamnus floribundus', được biết đến với tên thông dụng Catalina ironwood, và các phụ loài L. f. ssp. aspleniifolius và L. f. ssp. floribundus.